# Campeonato Paraense de Futebol de 1968
O Campeonato Paraense de Futebol de 1968 foi a 56.ª edição da principal divisão do futebol do Pará. Organizada pela Federação Paraense de Desportos, a competição contou com a participação de seis clubes. O Remo sagrou-se campeão, conquistando seu 22º título estadual, enquanto o Paysandu ficou com o vice-campeonato. Amoroso, do Remo, foi o maior goleador do certame.[carece de fontes?]

## Participantes
| Equipe      | Cidade | Títulos (mais recente) | Part. |
| ----------- | ------ | ---------------------- | ----- |
| Combatentes | Belém  | 0 (não possui)         | 18    |
| Paysandu    | Belém  | 25 (1967)              | 52    |
| Remo        | Belém  | 21 (1964)              | 52    |
| Sacramenta  | Belém  | 0 (não possui)         | 3     |
| Sport Belém | Belém  | 0 (não possui)         | 1ª    |
| Tuna Luso   | Belém  | 7 (1958)               | 34    |